# دارکولی
دارکولی، یکی از روستاهای دهستان اولاد قباد در شهرستان دلفان در استان لرستان ایران است. اهالی دارکولی و مجموعهٔ دهستان اولاد قباد از نوادگان شاه قباد که یکی از شاهان بزرگ ایرانی بوده‌است، هستند. مردم این روستا در هزاره‌های پیش از ظهور ادیان الهی مهرپرست بوده‌اند.

## جمعیت
این روستا در دهستان اولاد قباد قرار دارد و براساس سرشماری مرکز آمار ایران در سال ۱۳۸۵، جمعیت آن ۳۰ نفر (۴خانوار) بوده‌است.